# Casa individuală de pe str. Ismail, 60 (Chișinău)
Casa individuală de pe str. Ismail, 60 este o clădire amplasată pe str. Ismail, 60 în Chișinău, Republica Moldova. Este un monument arhitectural de importanță națională inclus în Registrul monumentelor Republicii Moldova ocrotite de stat cu nr. 140 (municipiul Chișinău). Datează de la sf. sec. XIX.